# Léon Bouvier
Pour les articles homonymes, voir Bouvier.
Léon Bouvier est un diplomate français et compagnon de la Libération, né le 28 septembre 1923 à Vienne (Autriche) et mort le 22 juillet 2005 à Paris 15e. Il est ambassadeur à partir de 1977, au Paraguay, au Chili, au Danemark.
Il est inhumé au cimetière de Montrouge.

## Biographie
Les parents de Léon Bouvier sont polonais. À l'âge de 10 ans, ils l'envoient étudier en France au lycée Michelet à Vanves,.
À l'été 1939, sa mère décède. Il rejoint son père à Varsovie où il assiste à l'invasion de la Pologne par le Troisième Reich. Il se réfugie à Lvov dans la partie du pays conquise par l'armée soviétique en vertu du pacte germano-soviétique. Il ne parle pas le russe mais survit en vendant des journaux soviétique dans la rue pendant l'hiver,.

### Dans la Résistance
Au printemps 1940, il contacte le consulat de France à Moscou qui l'aide à rejoindre la Roumanie où il apprend la défaite de la France. À Bucarest, il refuse d'être rapatrié en France et décide de rejoindre les Forces françaises libres en formation au Proche-Orient. Grâce aux autorités britanniques, il rejoint Ismaïlia via Istanbul et Haïfa. En mentant sur son âge (il a 16 ans), il s'engage au sein du 1er bataillon d’infanterie de marine (1er BIM) et participe à la campagne de Libye sous le commandement du général Archibald Wavell comme chauffeur,.
À son retour en Égypte, il est placé sous les ordres du commandant Pierre de Chevigné qui devine son âge et l'envoie au lycée français du Caire pour passer le baccalauréat pendant l'hiver 1940-1941,.
Au printemps 1941, son diplôme obtenu, il retourne au Forces françaises libres et participe à la campagne de Syrie. En septembre 1941, il est affecté au bataillon du Pacifique où il est secrétaire. En décembre, il obtient son affectation comme chauffeur à la 101e compagnie du train, avec laquelle il accompagne la 1re brigade française libre (1re BFL) du général Pierre Kœnig,.
Léon Bouvier, au volant de son camion, fait partie des convois qui ravitaillent en munition les forces françaises assiégées à Bir-Hakeim. Le 8 juin 1942, lors d'une mission, son camion est touché par un avion allemand, il est grièvement blessé et doit être amputé du bras droit. Il est évacué via Le Caire et Alexandrie sur l'hôpital militaire français de Beyrouth où il est il fait compagnon de la Libération par le général de Gaulle,.
Fin 1942, il part pour l'Angleterre où il est affecté au Commissariat national à la Guerre avec le grade de caporal,.
Le 1er mai 1943, il entre à l’École des cadets de la France libre avec le grade d'adjudant. Il appartient à la promotion Corse et Savoie. En décembre 1943, il en sort avec le grade d'aspirant,.
En avril 1944, il est muté à la Mission militaire de liaison administrative (MMLA), chargées, après le débarquement en Normandie, d’établir les rapports entre les forces alliées et les populations libérées, et surtout de rétablir l’ordre et d'éviter la gestion par l'AMGOT,,.
Il sert auprès du colonel Pierre de Chevigné et participe à la libération de la France jusqu'à Strasbourg. En février 1945, il est détaché auprès du ministère des Affaires étrangères,.
En janvier 1946, il est démobilisé avec le grade de lieutenant.

### Carrière diplomatique
À son retour à la vie civile, il reprend ses études à l'université McGill à Montréal. À l'issue, il réussit le concours d'entrée au ministère des Affaires étrangères et commence une longue carrière diplomatique,,.
Le 8 décembre 1950, il épouse Christiane Rigal. Le couple aura quatre enfants.
Léon Bouvier occupe différents poste diplomatique dans le monde puis deviendra ambassadeur au Paraguay (1977-1979), au Chili (1981-1984), au Danemark (1985-1988).
En 1987, il est élevé à la dignité d’ambassadeur de France. Il prend sa retraite l'année suivante.

## Reconnaissance
- Membre du Conseil de l'ordre national de la Légion d'honneur (1992-2004) et du Conseil de l'ordre de la Libération (1995-2004)[5].

## Distinctions

### France
- Grand-croix de la Légion d'honneur, décret du 13 juillet 2000[5],[6]
- Compagnon de la Libération[5]
- Médaille militaire[5]
- Croix de guerre 1939–1945, palme de bronze[5]
- Médaille de la Résistance française avec rosette[5]
- Médaille coloniale avec agrafes « Libye », « Bir-Hakeim », « Syrie »[2]
- Croix du combattant volontaire de la guerre de 1939–1945[2]

### Autres pays
- Croix militaire (Royaume-Uni)[2]
- Grand-croix de l'ordre de Dannebrog (Danemark)[2]
- Officier de l'ordre national du Cèdre (Liban)[2]
- Grand-croix de l'ordre national du Paraguay[2]
- Grand-croix de l'ordre al orden Merito (Chili)[2]
- Officier de l'ordre de la Rose blanche (Finlande)[2]